# Expedición 40
La Expedición 40 fue la 40.ª estancia de larga duración en la Estación Espacial Internacional. Una parte de la tripulación de la Expedición 39 fue transferida a la Expedición 40 mientras que el resto de la tripulación fue enviada el 28 de mayo de 2014 desde el Cosmódromo de Baikonur en Kazajistán.
Una vez alcanzada la órbita, aproximadamente nueve minutos después del lanzamiento, la Soyuz TMA-13M que enviaba al resto de la tripulación realizó un encuentro espacial de cuatro órbitas con la Estación Espacial Internacional. La Soyuz TMA-13M se acopló posteriormente al módulo  Rassvet de la ISS a las 1:44 horas UTC el 29 de mayo. Las escotillas fueron abiertas entre las dos naves unas dos horas más tarde a las 3:52 horas UTC. La expedición concluyó con el desacoplamiento de la Soyuz TMA-12M el 10 de septiembre de 2014. El resto de la tripulación de la Expedición 40 se unió a la Expedición 41.

## Tripulación
| Posición             | Primera parte (mayo de 2014)                    | Segunda parte (mayo de 2014 a septiembre de 2014)     |
| -------------------- | ----------------------------------------------- | ----------------------------------------------------- |
| Comandante           | Steven Swanson, NASA Tercer vuelo espacial      | Steven Swanson, NASA Tercer vuelo espacial            |
| Ingeniero de vuelo 1 | Aleksandr Skvortsov, RSA Segundo vuelo espacial | Aleksandr Skvortsov, RSA Segundo vuelo espacial       |
| Ingeniero de vuelo 2 | Oleg Artemyev, RSA Primer vuelo espacial        | Oleg Artemyev, RSA Primer vuelo espacial              |
| Ingeniero de vuelo 3 |                                                 | Gregory R. Wiseman, NASA Primer vuelo espacial        |
| Ingeniero de vuelo 4 |                                                 | Maksim Surayev, RSA Segundo vuelo espacial            |
| Ingeniero de vuelo 5 |                                                 | Alexander Gerst, ESA (Alemania) Primer vuelo espacial |

FuenteESA